# Liên đoàn bóng rổ San Marino
Liên đoàn bóng rổ San Marino (tiếng Ý: Federazione Sammarinese Pallacanestro) là tổ chức quản lý, điều hành các hoạt động bóng rổ tại San Marino. Liên đoàn được thành lập vào năm 1968. Liên đoàn quản lý Đội tuyển bóng rổ quốc gia San Marino.
Chủ tịch của liên đoàn hiện tại là Luca Liberti.